# Sporrgökar
Sporrgökar (Centropus) är ett distinkt fågelsläkte i familjen gökar inom ordningen gökfåglar med utbredning i både Afrika söder om Sahara och från Sydasien ända till Australien.
Släktet sporrgökar innehåller 28 nu levande arter:
- Beigehuvad sporrgök (C. milo)
- Svartvit sporrgök (C. ateralbus)
- Vitnäbbad sporrgök (C. menbeki)
- Biaksporrgök (C. chalybeus)
- Rödbrun sporrgök (C. unirufus)
- Ceylonsporrgök (C. chlororhynchos)
- Svartmaskad sporrgök (C. melanops)
- Mindorosporrgök (C. steerii)
- Malajsporrgök (C. rectunguis)
- Sulawesisporrgök (C. celebensis)
- Gabonsporrgök (C. anselli)
- Svartstrupig sporrgök (C. leucogaster)
- Senegalsporrgök (C. senegalensis)
- Blåhuvad sporrgök (C. monachus)
- Sumpsporrgök (C. cupreicaudus)
- Vitbrynad sporrgök (C. superciliosus)
- Moçambiquesporrgök (C. burchellii)
- Javasporrgök (C. nigrorufus)
- Orientsporrgök (C. sinensis)
- Madagaskarsporrgök (C. toulou)
- Goliatsporrgök (C. goliath)
- Afrikansk sporrgök (C. grillii)
- Filippinsporrgök (C. viridis)
- Mindre sporrgök (C. bengalensis)
- Violett sporrgök (C. violaceus)
- Svartnäbbad sporrgök (C. bernsteini)
- Fasansporrgök (C. phasianinus)
- Andamansporrgök (C. andamanensis)